# Strumpfia maritima
Strumpfia maritima là một loài thực vật có hoa trong họ Thiến thảo. Loài này được Jacq. miêu tả khoa học đầu tiên năm 1760.